# Shelter (película de 2014)
Shelter es una película estadounidense de 2014 escrita y dirigida por Paul Bettany en su debut como director. Protagonizada por Jennifer Connelly y Anthony Mackie, contó con las actuaciones secundarias de Rob Morgan, Amy Hargreaves y Bruce Altman. Fue estrenada en el Festival de Cine de Toronto el 12 de septiembre de 2014, y llegó a los cines estadounidenses el 13 de noviembre de 2015.

## Sinopsis
Tahir, un inmigrante ilegal de Nigeria, y Hannah, una adicta a la heroína, viven sin hogar en las calles de Manhattan. Como un musulmán devoto, Tahir sobrevive tocando música en los parques de la ciudad, mientras que Hannah miente, roba y vende su cuerpo para conseguir su próxima dosis. Cuando Tahir salva a Hannah de un intento de suicidio, ambos entablan una amistad. Durante el año siguiente, comparten sus pasados y su amistad se convierte en amor. Sus circunstancias empiezan a mejorar, pero Tahir cae enfermo pretende ir tras su mujer y su hijo, que murieron en Nigeria. Su amor por Tahir le ayuda a superar su adicción y a volver con su hijo a California.

## Reparto
- Jennifer Connelly es Hannah
- Anthony Mackie es Tahir
- Rob Morgan es Franklin
- Amy Hargreaves es Carrie
- Bruce Altman es Peter
- Kevin Geer es Walter
- Alok Tewari es Abdul
- Scott Johnsen es Terry